# Zwartbandbaardvogel

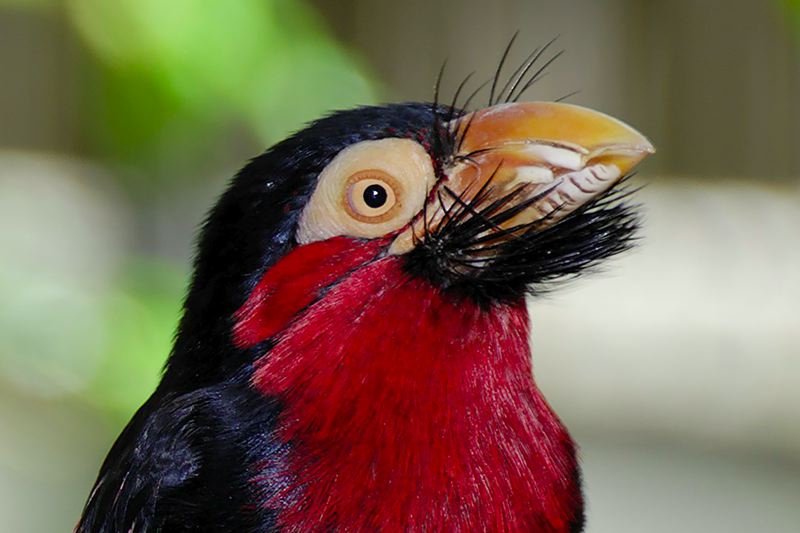

De zwartbandbaardvogel (Pogonornis dubius) komt algemeen voor in West-Afrika.

## Kenmerken
De vogel is gemiddeld 25,5 cm lang en weegt 80 tot 108 gram. Het is een stevig gebouwde en bontgekleurde vogel. De kop, nek, rug, vleugels en staart van de vogel zijn glanzend zwart. Rond het oog zit een geelgekleurde, naakte huid en ook de opvallend dikke snavel is geel. De borst is rood, van onder begrensd door een brede, zwarte borstband en daaronder is het mannetje weer rood, met wit op de flanken. Ook op de rug heeft deze baardvogel een witte vlek. Het vrouwtje is minder rood op de buik en heeft zwarte stippels in het wit op de flanken. De soort lijkt sterk op de nauw verwante zwartborstbaardvogel (P. rolleti) en dubbeltandbaardvogel (P. bidentatus). Deze drie vormen samen een zogenaamde supersoort.

## Verspreiding en leefgebied
De vogel komt voor in het westen van de Sahel, van Senegal tot in het zuidwesten van Tsjaad en zuidelijk tot in de Kameroen en de Centraal Afrikaanse Republiek.
Het leefgebied bestaat uit droge, half open landschappen met verspreide boomgroepen (bossavanne) van zeeniveau tot op 1500 m daarboven, en verder in extensief benut agrarisch landschap en fruitbomen in tuinen.
Over het foerageergedrag is nog weinig bekend. De vogels worden vaak gezien in fruitbomen waar ze met hun grote snavels vruchten plukken. Waarschijnlijk eten ze ook insecten.

## Status
De grootte van de populatie is niet gekwantificeerd. In Gambia, Senegal en Nigeria is de vogel plaatselijk algemeen, maar verder is er weinig bekend over trends. Men veronderstelt dat de soort niet in gevaar is en om deze redenen staat de zwartbandbaardvogel als niet bedreigd op de Rode Lijst van de IUCN.